# Louise Chabas
Louise Chabas, popularmente conhecida como Mère Louise, foi proprietária de um dos mais conhecidos estabelecimentos comerciais do Rio de Janeiro no início do século XX.
Em 1902, o jornalista Edmundo Bittencourt, proprietário do jornal Correio da Manhã e morador no bairro de Copacabana, adquiriu uma casa no atual Posto 6, onde hoje se situa a esquina da Av. Atlântica com a Rua Francisco Otaviano.
A casa foi alugada para Mme. Louise Chabas, francesa, que em, 23 de abril de 1907, ali inaugurou um restaurante de frutos do mar e um café-dançante, ao estilo dos cabarés parisienses, que em pouco tempo se tornou famoso.
Mme. Chabas vendeu o seu estabelecimento em 1910, tendo o Mère Louise sobrevivido por algum tempo. Vindo, entretanto, a se tornar um local de encontros suspeitos, foi fechado pela polícia no ano de 1931.
Em 1934, no local, foi erguido o Cassino Atlântico, que contribuiu para consolidar Copacabana como um bairro requintado, com movimentada vida noturna. Com a proibição do jogo no Brasil, decretada pelo presidente Eurico Gaspar Dutra em 30 de abril de 1946, o cassino foi obrigado a fechar as portas, uma vez que não tinha outra fonte de renda, como o Cassino do Copacabana Palace, que se transformou em casa de espetáculos.
O prédio do Cassino Atlântico foi ocupado pela TV Rio até à década de 1960, quando foi demolido para dar lugar ao Hotel Rio Palace, atual Hotel Sofitel.